# روجر غيروكس
روجر غيروكس (بالفرنسية: Roger Giroux)‏ هو شاعر فرنسي، ولد في 3 فبراير 1925، وتوفي في 26 يناير 1974.